# Lord Schmetterhemd (Puppenspiel)
Lord Schmetterhemd ist ein vierteiliges Puppenspiel der Augsburger Puppenkiste aus dem Jahr 1978. Das Puppenspiel basiert auf den Abenteuern des Lord Schmetterhemds in den gleichnamigen Büchern, geschrieben von Max Kruse.

## Handlung
Die Handlung ist gemäß den vier Episoden in jeweils vier verschiedene Absätze eingeteilt:

### Besuch aus dem Jenseits
Im düsteren Schottland steht seit Jahrhunderten das Schloss Bloodywood Castle, bewohnt von Lord Shnatterman und seinem Diener und Freund Cookie Pott. Shnatterman, ein leidenschaftlicher Fotograf, beschließt, in den Wilden Westen zu reisen, um Cowboys und Indianer zu fotografieren. Am nächsten Tag besucht er Samuel Pinch, einen freundlichen, alten Antiquitätenhändler, von dem er sich neue Stücke seiner Sammlung verspricht. Dabei fällt ihm ein großer, ausgestopfter Kojote auf. Samuel Pinch gibt Shnatterman für die Neue Welt eine Schatzkarte und ein Amulett mit, das seiner verschollenen Enkelin Blossom gehörte, die Pinch schon seit langem sucht. Shnatterman verspricht ihm, sie zu finden. Als der Lord den Laden verlässt, ist der Kojote verschwunden. Anschließend besucht der Lord den Geschäftsmann und Schiffsbauer Coolwater, kann sich jedoch ein Boot für die Fahrt nicht mehr leisten. Coolwater bietet ihm an, ihm im Tausch gegen das bereits baufällige Schloss Karten für die Überfahrt zu besorgen. Lord Shnatterman begibt sich mit der Bemerkung, darüber nachzudenken, nachhause. Um Mitternacht desselben Tages tauchen ein Bernhardiner, eine Truthenne und ein Kaninchen auf, die alle sprechen können. Sie stellen sich als seine verstorbenen Verwandten vor, die in Gestalt von Tieren wieder auf die Welt gekommen sind, und verkünden, ihn auf seiner Reise zu begleitet. Am nächsten Morgen hält Lord Shnatterman diese Begegnung für einen Traum, doch seine Verwandtschaft ist noch da und erklärt ihm auf Nachfrage endlich, warum sie überhaupt erschienen sind: Sie wollen nicht zulassen, dass das Schloss der Familie verkauft wird. Ihr Vorschlag ist, im Wilden Westen einen Schatz zu finden und damit das Schloss zu renovieren. Onkel Rabbit unterbreitet schließlich seinen Plan, mit Mr. Coolwater eine Wette abzuschließen, um an ein Schiff zu kommen.
Erstausstrahlung: 2. Dezember 1979

### Der große Kojote
Coolwater geht auf die Wette ein: Unter der Bedingung, dass er und seine Frau, die zudem eine Vorliebe für Schlösser hat, eine Nacht auf Bloodywood Castle verbringen, dürfen sie es behalten und Lord Shnatterman bekommt ein Schiff. Halten sie die Nacht nicht aus, bekommt der Lord das Schiff und bezahlt den Geschäftsmann bei seiner Rückkehr. Zur Vorbereitung auf kommende Abenteuer verzaubern die Geister verschiedene Gegenstände ihres Verwandten, unter anderem dessen Frackhemd, an dem nun jede Gewalteinwirkung abprallt. Daraufhin bekommt er den Beinamen Lord Schmetterhemd. Auch wissen Bernie, Rabbit und Turkey ihre Gäste durch Spuken sehr schnell zu vergraulen, sodass der Lord die Wette gewonnen hat. Ein heulender Kojote macht dagegen Onkel Rabbit nervös, weil es sich bei diesem offenbar ebenfalls um einen Geist handelt. Shnatterman bekommt am nächsten Tag von Coolwater das Schiff und bricht mit Bernie, Rabbit, Turkey und Cookie in den Wilden Westen auf. Auf einem zugleich auslaufenden Segelschiff befindet sich jedoch ein blinder Passagier – der Kojote.
Erstausstrahlung: 9. Dezember 1979

### Der tödliche Colt
In Amerika angekommen, überfällt sie ein grausamer Räuber, der sich der Tödliche Colt nennt und mit dem großen Kojoten verbündet ist, und entwendet die Schatzkarte. Lord Schmetterhemd und seine Freunde lernen auf dem Land die Schausteller Zirkus Joe und Little Bird kennen. Sie wurden auch vom Tödlichen Colt überfallen und Zeuge, wie dieser einen Indianerhäuptling skrupellos angeschossen hat. Mit einem Trick können Onkel Bernie, Onkel Rabbit und Tante Turkey die Schatzkarte vom Tödlichen Colt zurückholen und vom Schiff werfen. In der nächsten Stadt Western Town möchte Zirkus Joe beim Sheriff um eine Auftrittserlaubnis bitten, muss jedoch erkennen, dass die nichtsahnenden Einwohner der Stadt ihn zum Sheriff gewählt haben und Onkel Rabbit wegen Pferdediebstahls im Gefängnis sitzt. Der Tödliche Colt will Lord Shnatterman erpressen, dass dieser die Schatzkarte gegen das Leben seines Onkels tauscht, doch Onkel Rabbit bittet darum gehängt zu werden – kann er als Geist doch nicht sterben. Bei der geplanten Hinrichtung wird der Verbrecher zwar enttarnt, kann am nächsten Tag die Schatzkarte aber ein zweites Mal stehlen.
Erstausstrahlung: 16. Dezember 1979

### Der Geist des großen Büffels
Der Tödliche Colt und der Kojote werden von Lord Schmetterhemd und seinen Freunden in Richtung Indianergebiet verfolgt. Der Dieb schürt den Hass der Kalbfellindianer auf Lord Schmetterhemd, der sich inzwischen mit Häuptling Schneller Bison angefreundet hat. Dessen Stamm lebt in Feindschaft mit den Kalbfellindianern, er ist jedoch in Zitternde Feder, die Tochter von deren Häuptling Kleiner Stier verliebt. Er ruft den Geist des Großen Büffels um Hilfe an, der ihn auffordert, seine Geliebte mit einem  verzauberten Pfeil zu töten. Der Indianer folgt dem Rat und wird daraufhin auf Geheiß des Kleinen Stiers umgebracht. Dessen Stamm nimmt Lord Schmetterhemd und seine Freunde gefangen. Er selbst, Cookie und Joe müssen sich zum Zweikampf stellen und Little Bird wird gezwungen, auf einem Seil über eine tiefe Schlucht zu balancieren. Nachdem alle erfolgreich sind und der Große Büffel sowohl Zitternder Feder als auch dem Schnellen Bison das Leben wieder gibt, schließen die Indianer Frieden miteinander und machen sich auf, den auf Lord Schmetterhemds Karte vermerken Schatz zu bergen. Er und seine Freunde werden frei gelassen und der Lord kann endlich Indianer fotografieren. Der Tödliche Colt wird gefangen genommen und dem nächsten Sheriff vorgeführt. In Little Bird erkennt der Lord die gesuchte Enkelin Mr. Pinchs. Die Seiltänzerin möchte aber zunächst in Amerika bleiben und mit Joe einen richtigen Zirkus gründen, bei einem geplanten Gastspiel in Schottland soll dann ihr Großvater besucht werden. Schmetterhemds Verwandte verlassen ihn wieder, da ihr Auftrag ausgeführt ist.
Erstausstrahlung: 23. Dezember 1979

## Hintergrund und Trivia
- Manfred Jenning adaptierte die Vorlage nach den ersten zwei Schmetterhemdbüchern von Max Kruse und einer Hörspielfassung mit denselben Synchronsprechern (mit Ausnahme Mr. Coolwaters).
- Der Erzähler (Manfred Jenning) spricht im Vorspann folgende Sätze: Im vorigen Jahrhundert stand hoch im Norden von Schottland ein Schloss. Ein Schloss, Bloodywood Castle genannt. Da war kein Tross mehr, was nicht verwundert. Leer, ja leer, leer stand der düstere Ort. Es war nicht geheuer im alten Gemäuer. Nur noch der Lord mit seinem Diener wohnte dort. Und Mitternacht um Zwölfe, wenn draußen heulten die Wölfe, da saß der Lord am Kamin, trank seinen Port, und hatte einen Spleen...
- Ein Running Gag während der ersten beiden Folgen ist, dass eine der Figuren beim Betreten der Schlosstreppe durch ein Loch bricht oder beim Öffnen von Türen diese aus den Angeln fallen. Es folgt so gut wie immer der Kommentar, dass das Schloss (dringend) renoviert werden müsse. Durch die gesamte Serie zieht sich zudem, dass Cookie, während der Lord in allen außergewöhnlichen Situationen einen kühlen Kopf behält und sich über nichts zu wundern scheint, regelmäßig vor Entsetzen in Ohnmacht fällt und dabei mitsamt seines Stuhls umkippt.

- Dies war eine der letzten Produktionen Manfred Jennings, der jahrelang als Hausautor und Regisseur für die Augsburger Puppenkiste tätig war. Er verstarb im Dezember 1979 an einer Krebserkrankung.[1]
- Mr. Coolwater singt in der zweiten Folge das Lied It’s a Long Way to Tipperary, das aber erst im 20. Jahrhundert publiziert wurde. Onkel Rabbit spielt in der ersten Folge eine Form des Flohwalzers auf dem Klavier und „komponiert“ im weiteren Verlauf das wiederholt von ihm, Onkel Bernie und Tante Turkey gesungene Lied, das speziell für diese Sendung entwickelt wurde. Zudem singen die drei Geister zu Beginn der dritten Folge, noch während ihrer Schifffahrt über den Atlantik, My Bonnie. In derselben Episode ist an der Wand der Gefängniszelle, in der Onkel Rabbit kurzzeitig landet, die Kritzelei eines Galgens mit einem Erhängten und der Unterschrift Tom Dooley zu sehen. Der diesem Lied zugrundeliegende Kriminalfall fand tatsächlich im 19. Jahrhundert statt; das zugehörige Lied samt Schreibweise „Dooley“ statt „Dula“ entwickelte sich jedoch erst später.
- In der zweiten Episode, als die Geister im Schloss „Wilder Westen“ spielen, hat die als Indianer verkleidete Tante Turkey ein Buch vor sich stehen, dass den Titel „Der tödliche Colt“ trägt – was auch der Titel der dritten Episode ist.
- In dem 1979 entstandenen Weihnachts-Spezial „Wir warten aufs Christkind“, welches mehrere Produktionen der Puppenkiste verknüpft, kommen die Figuren Lord Schmetterhemd, Cookie, Onkel Bernie, Onkel Rabbit und Tante Turkey ebenfalls vor. In der 1985er Farbversion des Katers Mikesch hat Lord Schmetterhemd, wenn auch nicht als solcher bezeichnet, eine Gastrolle: Ebenfalls gesprochen von Gerhard Jentsch ist die Puppe als Ballonfahrer neben dem Erzähler der Geschichte in deren Rahmenhandlung zu sehen. Die Marionetten von Little Bird in ihrem Kostüm als Seiltänzerin, Lord Schmetterhemd und Mary Coolwater wurden als stumme Teile des Pariser Volkes im Tanzbärenmärchen von 1984 verwendet.
- In Bloodywood Castle hängt das Porträt des kleinen dicken Ritters aus der gleichnamigen Puppenkiste-Produktion von 1963 an der Wand.
- 2005 erschien das Puppenspiel auf DVD.[2]

## Synchronisation
| Rolle                         | Sprecher                |
| ----------------------------- | ----------------------- |
| Lord Shnatterman              | Gerhard Jentsch         |
| Cookie Pott                   | Arno Bergler            |
| Onkel Bernie                  | Sepp Wäsche             |
| Onkel Rabbit                  | Hanns-Joachim Marschall |
| Tante Turkey                  | Margot Schellemann      |
| Mr. Coolwater                 | Frank Burghardt         |
| Mary Coolwater                | Gunda Maria Jentsch     |
| Samuel Pinch                  | Gotthard Ebert          |
| Zirkus Joe                    | Herbert Meyer           |
| Little Bird                   | Christel Peschke        |
| Der Tödliche Colt             | Manfred Jenning         |
| Kojote                        | Hanns-Joachim Marschall |
| Häuptling Schneller Bison     | Winfried Küppers        |
| Häuptling Kleiner Stier       | Peter Hackenberger      |
| Häuptling der Untergegangenen | Hanns-Joachim Marschall |
| Piepsende Maus                | Klaus Martin Heim       |
| Medizinmann                   | Manfred Jenning         |
| Der große Büffel              | Franz Burghardt         |
| Erzähler                      | Manfred Jenning         |